# Marín (Messico)
Marín è un comune del Messico, situato nello stato di Nuevo León.